# Csisztohalivka
Csisztohalivka (ukránul: Чистогалівка), orosz változatban Csisztogalovka (oroszul: чистогаловка) Ukrajna Kijevi területén, a 30 km-es zónában található, az 1986-os csernobili atomkatasztrófa után teljesen kitelepített, sugárszennyezett település. Földrajzi koordinátái: é. sz. 51° 21′ 48″, k. h. 30° 00′ 56″51.363333°N 30.015556°E Csernobil városától 22 km-re, a csernobili atomerőműtől 4 km-re nyugatra terül el. Szomszédos települések: északon Novosepelicsi, északkeleten Pripjaty, keleten Kopacsi, délen Korogod, délnyugatra Sztecsanka, nyugaton Burjakivka. Az 1970-es években mintegy ezer lakosa volt. a faluban általános iskola is működött. A település lakosságát 1986. május 3-án evakuálták, mivel a legsúlyosabb sugárszennyezettség ezen falu környékén koncentrálódott. 1986 május közepén egy pincéjében rejtőzködő öregurat találtak, aki ott várta, hogy a helyzet rendeződjön. A falut azóta lebontották, jelenleg csak az egykori főtéren áll egy világháborús hősi emlékmű.

## Ismert emberek
Ott született:
- Ivan Omeljanovics Bilij ukrán költő (sz. 1942)